# Zemědělský dvůr Požáry
Požáry jsou zemědělský dvůr v katastrálním území Městečko u Křivoklátu v okrese Rakovník. Památkově chráněný areál stojí čtyři kilometry severně od Křivoklátu uprostřed křivoklátských lesů na okraji Lánské obory v nadmořské výšce 433 metrů.

## Historie

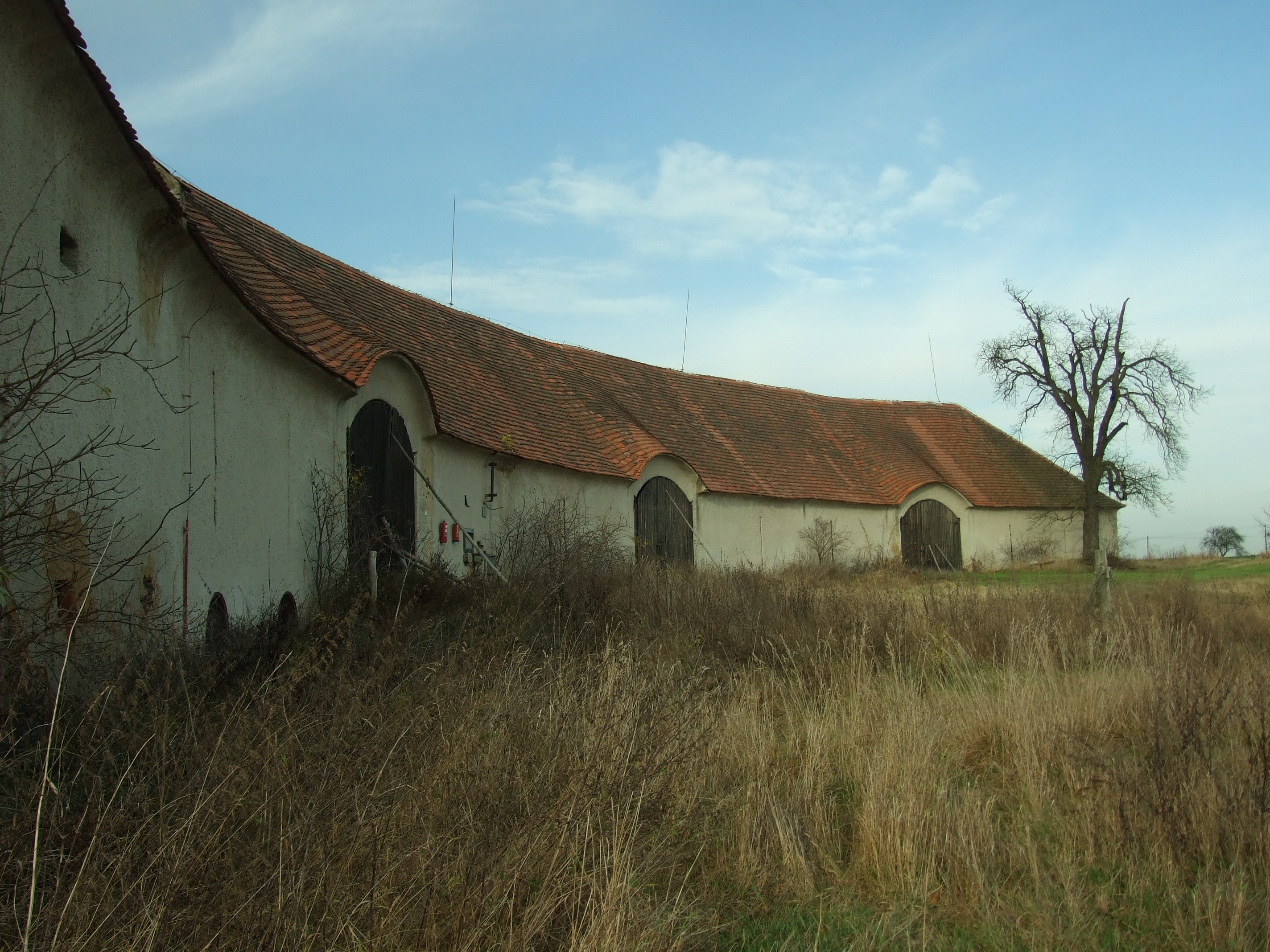
Požáry

Původně zde na místě vyklučeného lesa stál poplužní dvůr, datace známa není. První písemná zmínka o osídlení této lokality je z roku 1549. Mýcení lesa pokračovalo i v dalším století, záznamy jsou z roku 1636. Původ názvu dvoru a osady není známý, usuzuje se, že žďáření lesa (a s ním spojený požár) mohlo být inspirací k názvu původní osady. Ve třicátých letech 18. století získal křivoklátské panství knížecí rod Fürstenberků, osada byla po jednom z členů rodu pojmenována Filipov (Philipsshof). Po dalším rozsáhlém odlesňování v roce 1792 byl dvůr Filipov výrazně rozšířen. Majitelé panství zde zavedli velkochov ovcí a pěstování jetele. Část velkochovu byla později přesunuta do nedalekého Nového Domu.
Listiny uvádějí v místě velký počet požárů v letech 1827, 1834 a 1835. I tento fakt mohl být důvodem ke změny názvu osady na Požáry.
V polovině 19. století byl postaven nový kruhový dvůr, všechny zvažované stavby nebyly postaveny. Po roce 1870 byly pro deputátní dělníky postaveny domy nazvané Familie a Hewrinkovna.
Fürstenberkové vlastnili Požáry do roku 1921, kdy byly společně se zámkem v Lánech a přilehlými lesy zakoupeny československým státem pro Kancelář prezidenta republiky. Po roce 1950 na Požárech hospodařil Státní statek Rakovník, v roce 1960 Požáry převzala Vysoká škola zemědělská (dnes Česká zemědělská univerzita) v Praze.

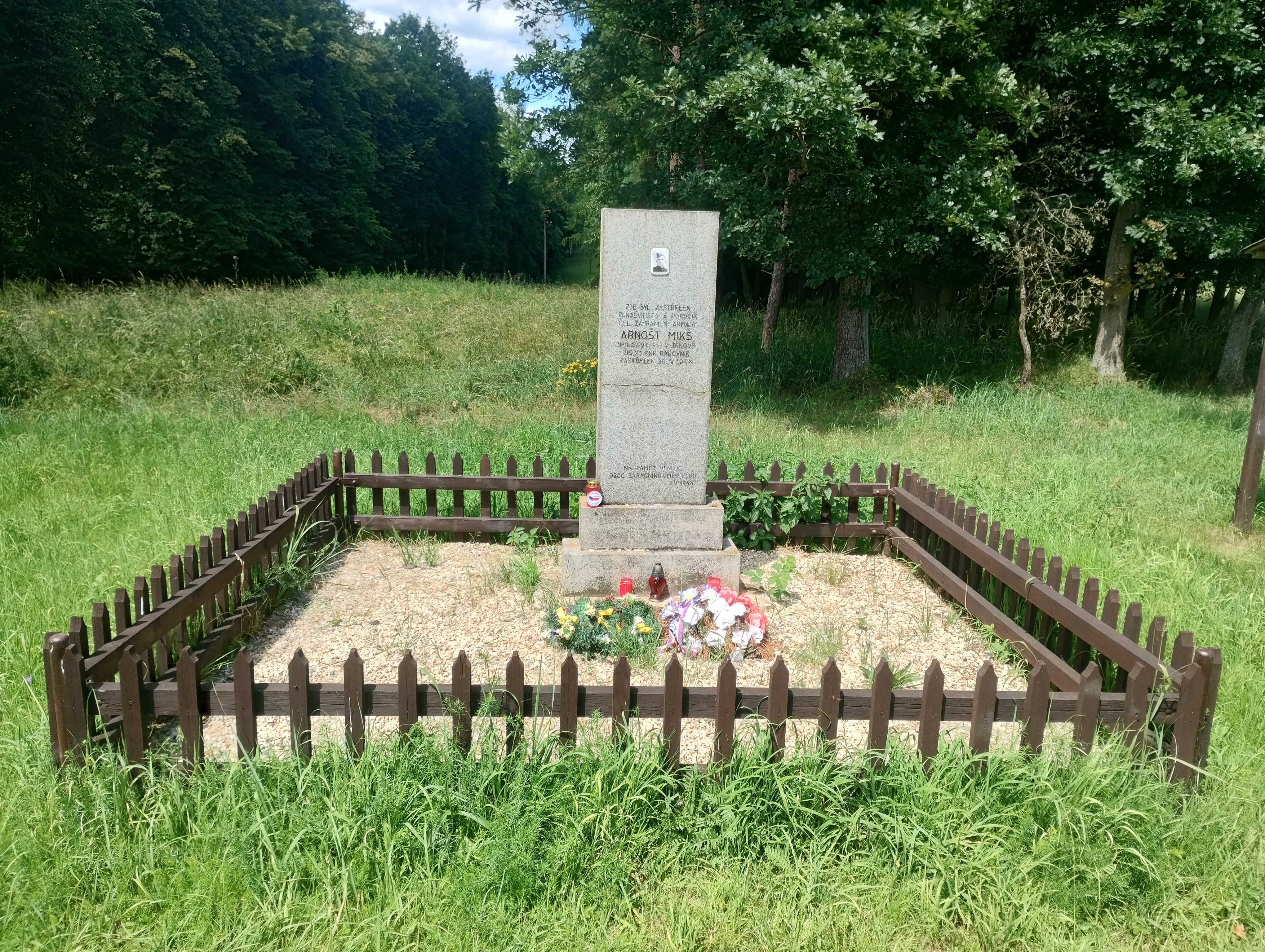
Pomník Arnošta Mikše u Požárů

Asi jeden kilometr západně od dvora byl vybudován pomník parašutisty Arnošta Mikše, který zde padl 30. dubna 1942 během přestřelky s protektorátními četníky.

## Popis
Pozdně barokní a raně klasicistní hospodářský dvůr vybudovaný podle projektu Jana Filipa Joendla (1782–1866) před polovinou 19. století. Dvůr je soubor dvou dvojic budov spojených cestou cca 300 metrů dlouhou.
Západní dvojice obepíná pomyslný kruh o průměru asi 130 metrů, na severozápadě je vestavěna stodola a malá sýpka, na jihovýchodě stojí další sýpka. Mezi stodolu a sýpku byl v roce 1924 vestavěn věžový transformátor. Ve východní části stojí budova chlévů pro hovězí dobytek (původně ovčín), na ovčín je kolmo orientovaný patrový obytný dům. Rovnoběžně s bývalým ovčínem stojí novodobě upravená hospodářská budova a kůlna.
Dvůr jako celek je pozoruhodný kruhovým půdorysem.